# Cytryn

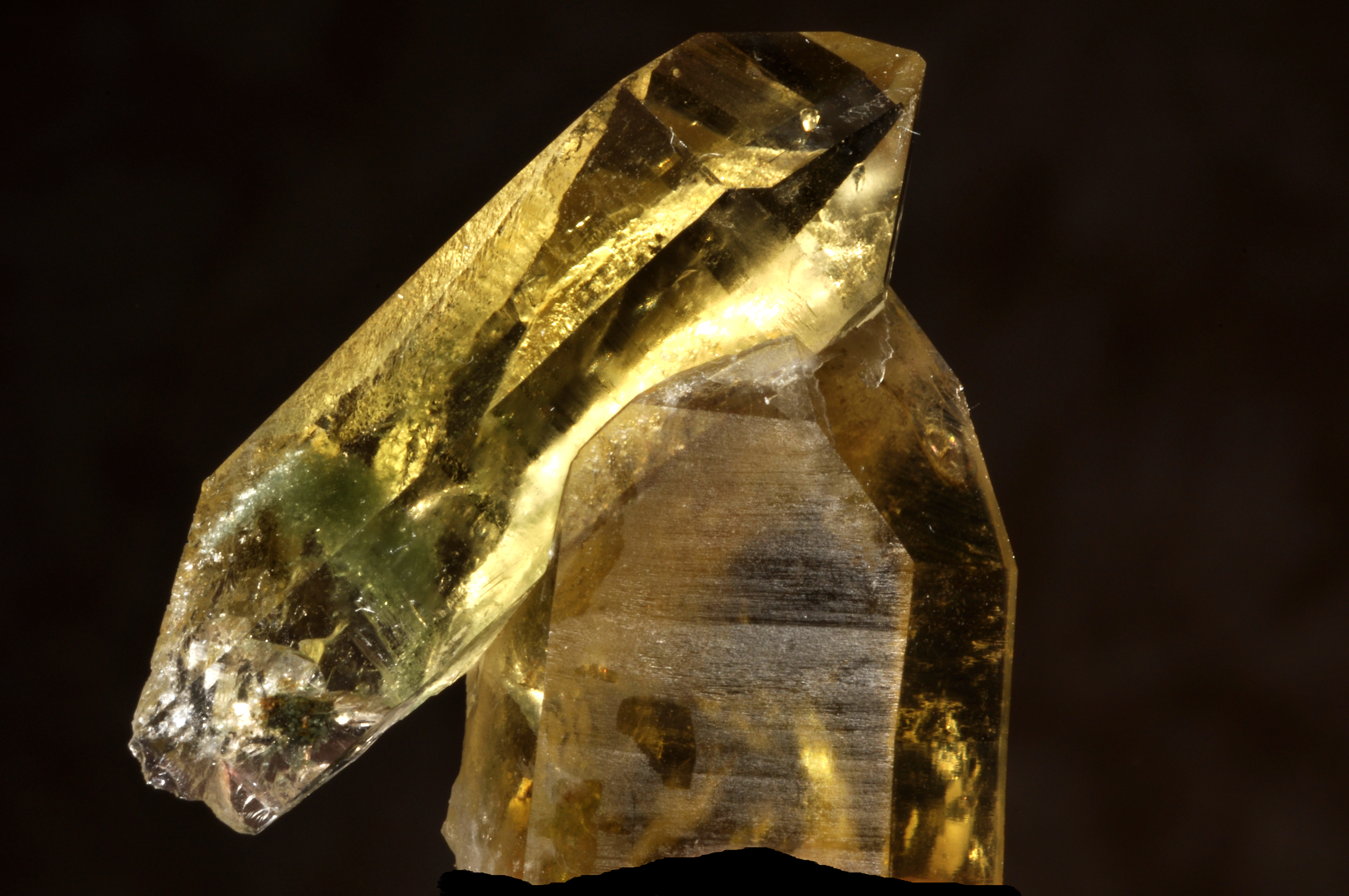

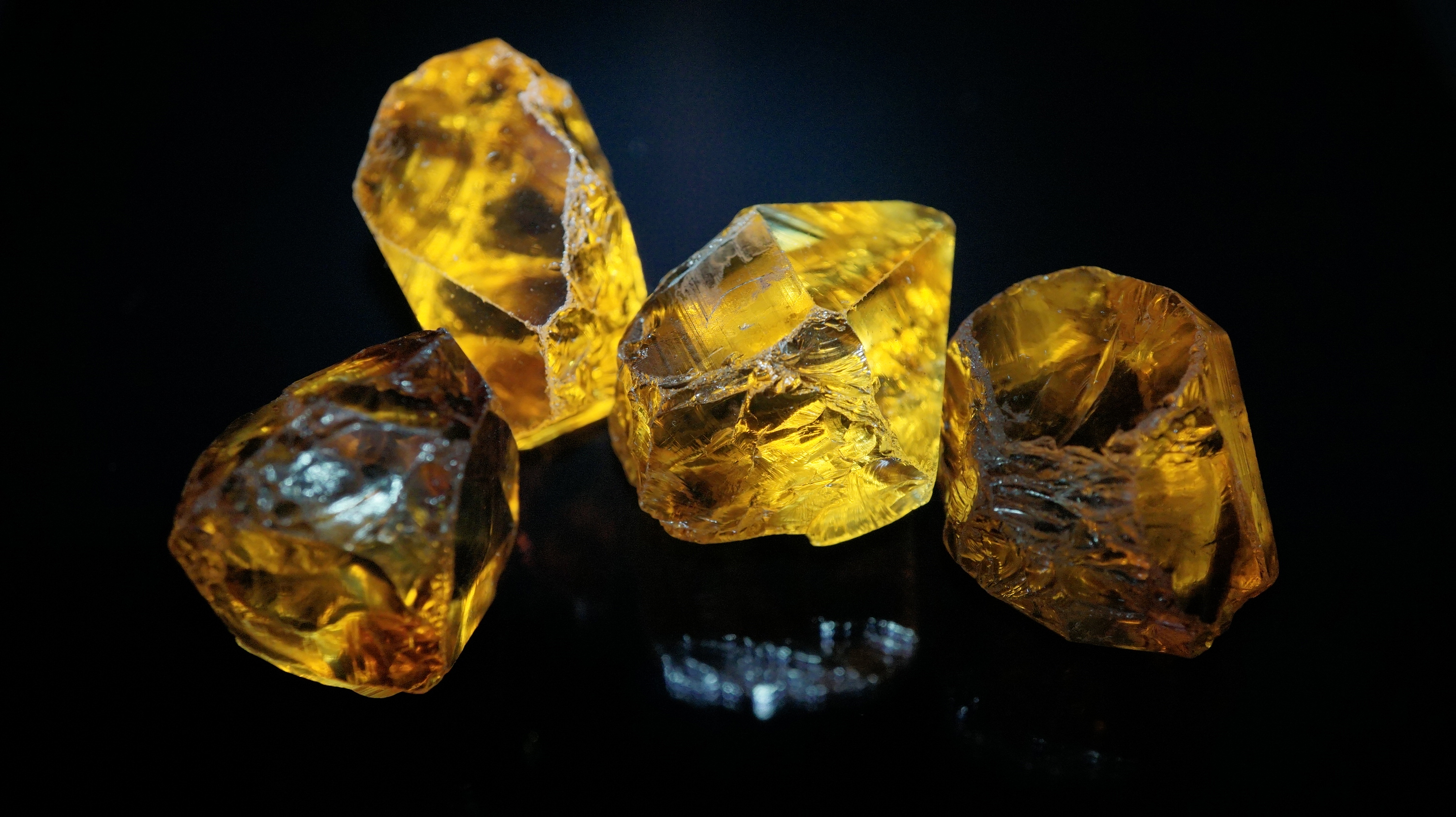
Kryształy cytrynu z Brazylii

Cytryn (kwarc żółty) – odmiana kwarcu. Należy do minerałów rzadkich. Nazwa pochodzi od: starofrancuskiego słowa citrin – żółty; gr. kitros = cytryna; łac. citrus = drzewo cytrusowe. Inne nazwy (niedopuszczalne w handlu) to: topaz czeski, topaz złoty, topaz fałszywy, topaz Madeira.

## Właściwości
- Spójność: kruchy
- Skupienie: ziarniste, pręcikowe, zbite

Krystalizuje w układzie trygonalnym. Niekiedy wytwarza formy dwubarwne, będące w części cytrynem, a w części ametystem tzw. ametryn. Zabarwienie wynika z zawartości związków żelaza (wrostki hematytu lub goethytu). Tworzy prawidłowo wykształcone kryształy (najczęściej w formie szczotek krystalicznych), także skupienia zbite i ziarniste. Często powstaje w skutek ogrzania ametystu lub kwarcu dymnego do odpowiedniej temperatury. Jest minerałem kruchym, przezroczystym do przeświecającego. 

## Występowanie
Stanowi składnik pegmatytów i utworów hydrotermalnych. Spotyka się go w geodach wśród melafirów i jako otoczaki w aluwiach rzecznych. Także w skałach magmowych i osadowych. Występuje w bogatych w krzem pegmatytach, gdzie często towarzyszą mu turmalin, kwarc dymny, danburyt, ametyst, kalcyt, fluoryt, szerlit, mikroklin, albit, beryl i mika.
Miejsca występowania: Najbardziej czyste i największe kryształy pochodzą z Campo Belo, Sete Lagoas, Minas Gerais w Brazylii. Oprócz tego na Uralu – Rosja, USA (Kolorado, Kalifornia, Karolina Północna), Madagaskarze. W innych złożach rzadko spotyka się okazy o wartości jubilerskiej: Kazachstan, Zimbabwe, Zambia, Czechy, Wielka Brytania, Francja, Włochy, Hiszpania. Spotykany także w Argentynie, Australii, Austrii, Kanadzie, Chinach, Birmie, Niemczech, Meksyku, Norwegii.
W Polsce występuje koło Jeleniej Góry (Łomnica, Sobieszowa, Cieplice) i Nowej Rudy (Tłumaczów) w Sudetach. Spotykany także w Grzędach i Kostrzy.

## Zastosowanie
- Ze względu na barwę jest cenionym[według kogo?] kamieniem jubilerskim. Największe oszlifowane okazy, o masie powyżej 1150 ct znajdują się w Smithsonian Institution (USA), w tzw. kolekcji brazylijskiej
- Oferowany jest jako talizman, mający jakoby zwalczać „negatywną energię” oraz zwiększać optymizm[6].
- szlifowany przeważnie fasetkowo (brylantowo, schodkowo, szlifem mieszanym) lub kaboszonowo[3].